# Dytomyia bancrofti
Dytomyia bancrofti är en tvåvingeart som beskrevs av Daniel J. Bickel 1994. Dytomyia bancrofti ingår i släktet Dytomyia och familjen styltflugor. Inga underarter finns listade i Catalogue of Life.